# Uno Stjernqvist
Karl Uno Stjernqvist, född 11 december 1928 i Stockholm, död 27 juli 2004 i Huddinge i Stockholms län, var en svensk operasångare.
Stjernqvist studerade sång för Inga Ekelund-Langefors, Martin Öhman och Joel Berglund samt vid Kungliga Musikhögskolan. Han scendebuterade vid Kungliga Teatern 1957 som Belmonte i Enleveringen ur Seraljen av W.A. Mozart. Han var engagerad vid operan 1959–1971. Han gästspelade i Edinburgh, London, Lissabon, Oslo, Bergen, Köpenhamn, Helsingfors, Malmö, Drottningholms slottsteater och vid Folkoperan. 1971 tystnade hans stämma efter en operation på grund av hörselnedsättning, men han fick en exempellös framgång och revansch på Folkoperan med Radamès i Aida och Calaf i Turandot.

## Priser och utmärkelser
- 1956 – Christina Nilsson-stipendiet
- 1983 – Drottningholmsteaterns vänners hederstecken
- 1986/87 – Tidskriften Operas "Operapris" för sin bragdcomeback som Radamès i Folkoperans Aida
- 1987 – Svenska grammofonpriset för albumet Arior ur operor, operetter och sånger (med Lars Roos, piano)
- 2003 – Jussi Björlingstipendiet